# Joan Hartigan

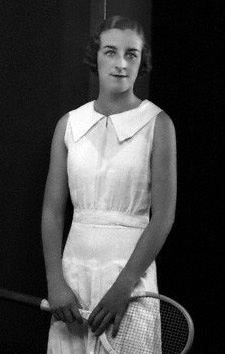
Joan Hartigan

Joan Marcia Hartigan Bathurst, född 6 juni 1912, Sydney, Australien, död 31 augusti 2000, var en australisk högerhänt  tennisspelare.
Joan Hartigan var den första kvinnliga tennisspelare från Australien som nådde internationell toppklass. Hon rankades som världsåtta 1934 och som världsnia året därpå. Hon vann under karriären fyra Grand Slam- titlar, varav tre i singel och en i mixed dubbel. Hon var baslinjespelare utrustad med en mäktig forehand. 
Hartigan vann alla tre GS-singeltitlar i Australiska mästerskapen. Sin första titel, 1933, vann hon genom finalseger över Coral Buttsworth (6-4, 6-3). Hon upprepade sin seger året därpå, genom att i finalen besegra Margaret Molesworth (6-1, 6-4). Sin tredje och sista singeltitel i turneringen tog hon 1936. I finalen besegrade hon Nancye Wynne Bolton (6-4, 6-4). Joan Hartigan hade också framgångar i Wimbledonmästerskapen och nådde i 1934 års turnering ända till semifinalen, som hon dock förlorade mot Helen Jacobs. Året därpå spelade hon semifinal igen, men förlorade denna gång till Helen Wills Moody. 
Joan Hartigan var också en skicklig dubbelspelare och nådde tre gånger finalen i Australiska mästerskapen  (1933, 1934 och 1940). Tillsammans med Gar Moon vann hon mixed dubbeltiteln 1934 i mästerskapen. 

## Grand Slam-titlar
- Australiska mästerskapen
  - Singel - 1933, 1934, 1936
  - Mixed dubbel - 1934